# Gonzalagunia
Gonzalagunia är ett släkte av måreväxter. Gonzalagunia ingår i familjen måreväxter.

## Dottertaxa tillGonzalagunia, i alfabetisk ordning[1]
- Gonzalagunia affinis
- Gonzalagunia asperula
- Gonzalagunia bifida
- Gonzalagunia brachyantha
- Gonzalagunia brenesii
- Gonzalagunia bunchosioides
- Gonzalagunia chiapasensis
- Gonzalagunia ciliata
- Gonzalagunia congesta
- Gonzalagunia cornifolia
- Gonzalagunia cuatrecasasii
- Gonzalagunia dependens
- Gonzalagunia dicocca
- Gonzalagunia discolor
- Gonzalagunia dodsonii
- Gonzalagunia exigua
- Gonzalagunia haitiensis
- Gonzalagunia hirsuta
- Gonzalagunia kallunkii
- Gonzalagunia killipii
- Gonzalagunia microsepala
- Gonzalagunia mildredae
- Gonzalagunia mollis
- Gonzalagunia osaensis
- Gonzalagunia ovatifolia
- Gonzalagunia pachystachya
- Gonzalagunia panamensis
- Gonzalagunia pauciflora
- Gonzalagunia rojasii
- Gonzalagunia rosea
- Gonzalagunia rudis
- Gonzalagunia sagreana
- Gonzalagunia sessilifolia
- Gonzalagunia sororia
- Gonzalagunia stenostachya
- Gonzalagunia surinamensis
- Gonzalagunia thyrsoidea
- Gonzalagunia tonduzii
- Gonzalagunia veraguensis
- Gonzalagunia whitei